# Пыбьинское (сельское поселение)
Пыбьинское — упразднённое муниципальное образование со статусом сельского поселения в составе Балезинского района Удмуртии.
Административный центр — село Пыбья.
Законом Удмуртской Республики от 17.05.2021 № 49-РЗ к 30 мая 2021 года упразднено в связи с преобразованием муниципального района в муниципальный округ.

## Население
| 2010 | 2012 | 2013 | 2014 | 2015 | 2016 |
| ---- | ---- | ---- | ---- | ---- | ---- |
| 742  | ↘731 | ↗738 | ↘733 | ↘718 | ↘702 |
| 2017 | 2018 | 2019 | 2020 | 2021 |      |
| ↘697 | ↘683 | ↘670 | ↘644 | ↘634 |      |

## Населённые пункты
В состав поселения входят следующие населённые пункты:
| Населённый пункт | Население (2007) |
| ---------------- | ---------------- |
| Верх-Кестым      | 64               |
| Нурызово         | 160              |
| Ванягурт         | ?                |
| Пыбья            | 480              |
| Подборново       | 156              |

## Социальная инфраструктура
В поселении действуют средняя (Пыбья) и начальная (Подборново) школы, детский сад (Пыбья), библиотека, медпункт и фельдшерско-акушерский пункт. Среди предприятий работают ООО «Орловское», СПК «Колхоз „Путь к коммунизму“» и СПК «Балезинский»